# Ga Donggureung
Ga Donggureung (Tiếng Hàn: 동구릉역, Hanja: 東九陵驛) là ga tàu điện ngầm trên Tuyến Byeollae thuộc Tàu điện ngầm Seoul tuyến 8 ở Inchang-dong, Guri-si, Gyeonggi-do.

## Lịch sử
- 6 tháng 10 năm 2015: Khởi công xây dựng
- 10 tháng 8 năm 2024: Khai trương[1]

## Bố trí ga
| Dasan ↑ |
| \| N/B  |
| ↓ Guri  |

| Hướng Bắc | ● Tuyến 8 | ← Hướng đi Dasan · Byeollae                  |
| Hướng Nam | ● Tuyến 8 | → Hướng đi Guri · Cheonho · Jamsil · Moran → |

## Xung quanh nhà ga
| Lối ra \| 나가는 곳 \| Exit \| 出口 | Lối ra \| 나가는 곳 \| Exit \| 出口 |
| ----------------------------------- | --- |
| 1                                   | McDonald's Huyndai APT Công viên trung tâm Inchang                                                                                                |
| 2                                   | Inchang e-Pyeonhansesang 2 APT Trường trung học cơ sở Donggu Trường tiểu học Dongin Seongwon APT                                                  |
| 3                                   | Donggureung Inchang LIG Geonyoung APT |
| 4                                   | Wonil Gadaeragok APT Trung tâm phúc lợi hành chính Donggu-dong Trung tâm văn hóa Guri                                                             |
| 5                                   | Lotte Outlet Chi nhánh Guri L Mart chi nhánh Guri Inchang Complex 1 Jugong APT Inchang Complex 2 Jugong APT Chợ bán buôn nông sản và hải sản Guri |